# Calamoideae
Sous-famille
Répartition géographique
Tribus de rang inférieur
- Eugeissoneae
- Lepidocaryeae
- Calameae

Les Calamoideae sont une sous-famille de la famille des palmiers Arecaceae contenant 21 genres et environ 620 espèces. On les trouve presque exclusivement dans les tropiques de l' Ancien Monde, mais avec trois genres ( Mauritia, Mauritiella, Lepidocaryum ) et une seule espèce de Raphia ( R. taedigera ) dans les tropiques du Nouveau Monde, . Calamoideae comprend les palmiers  rotin, dont les tiges sont récoltées pour la production de meubles en rotin et de nombreux autres produits. Toutes les espèces ont des fruits couverts d'écailles distinctives qui se chevauchent. 

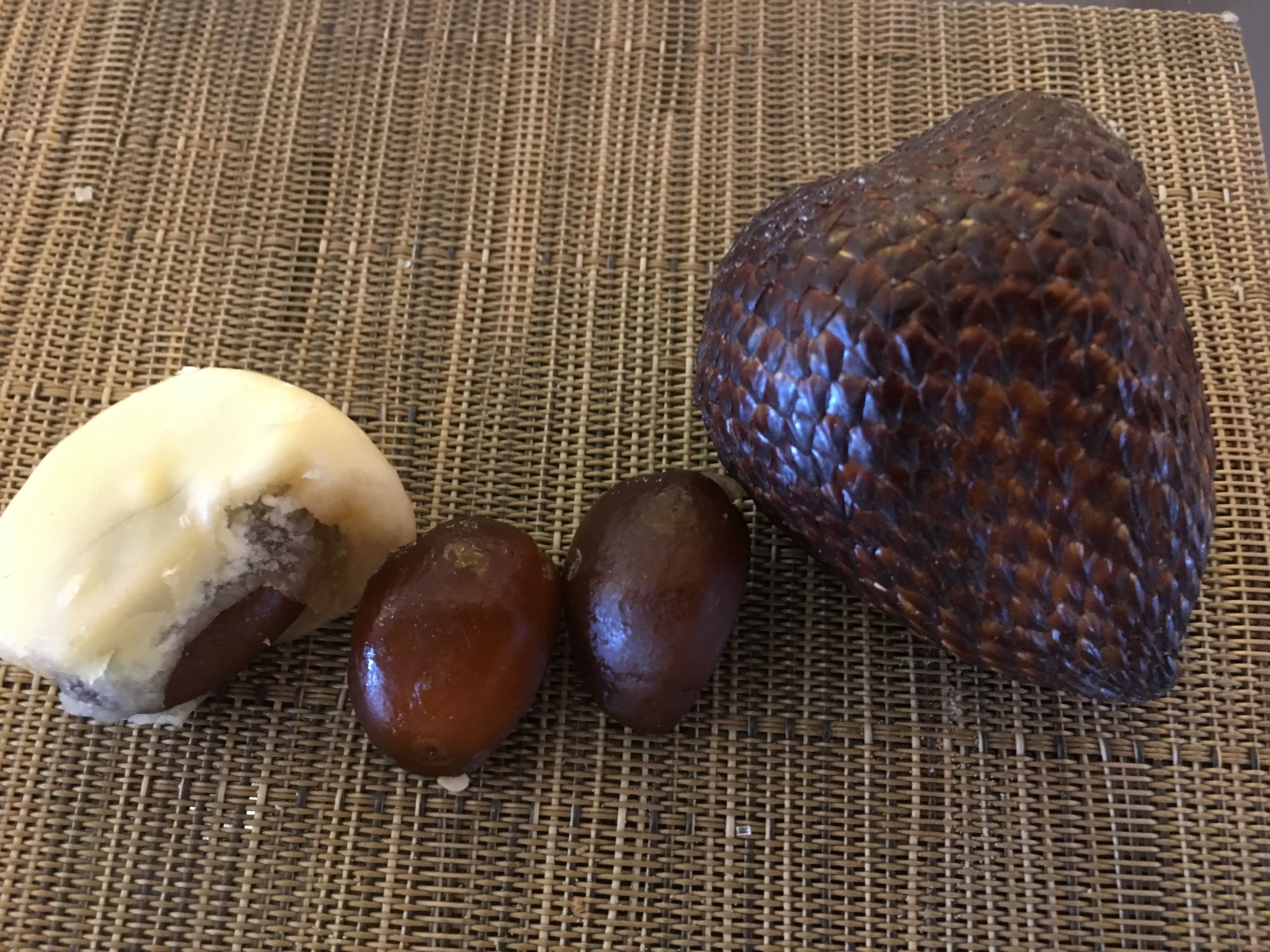
Fruits de Salacca zalacca
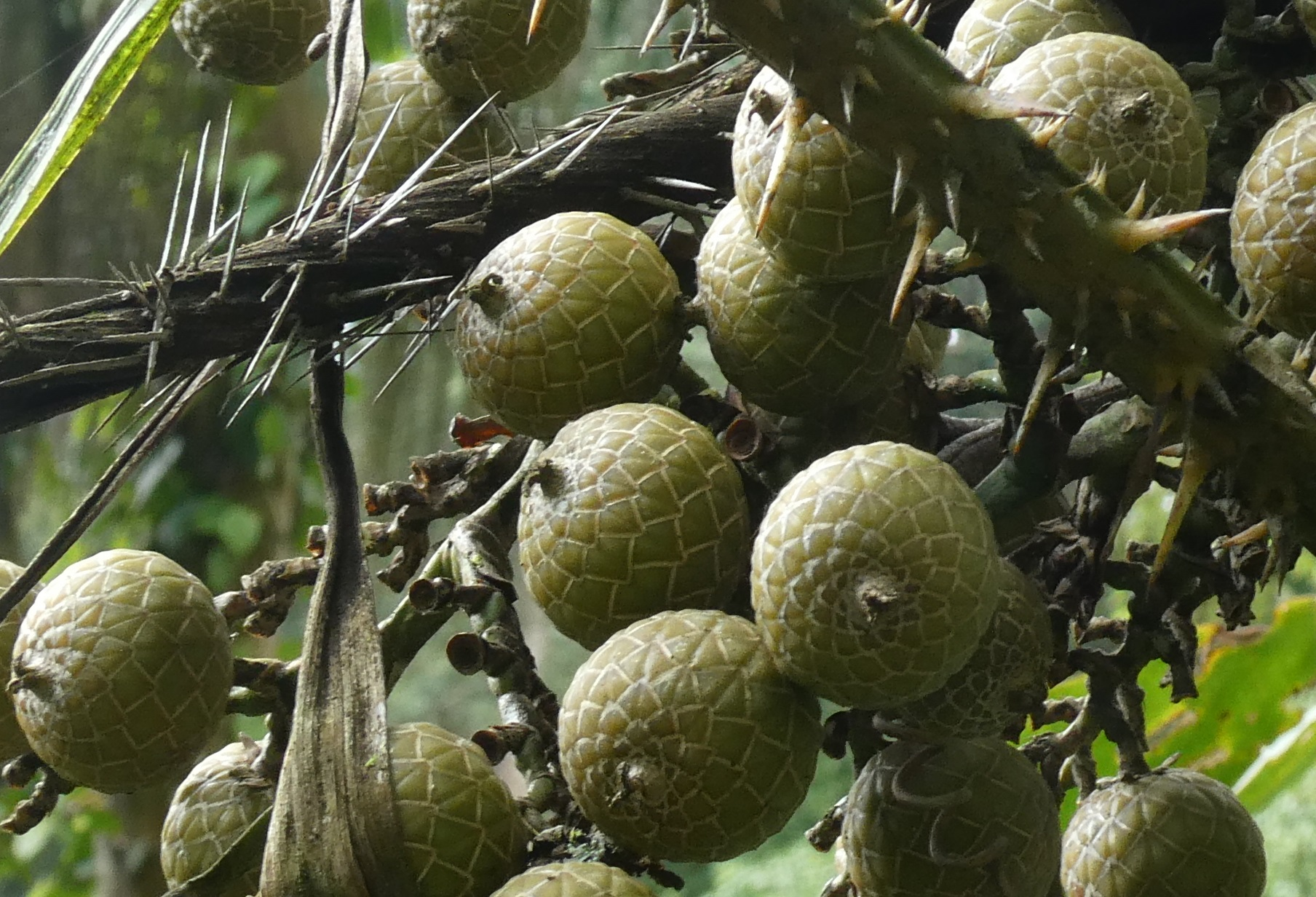
fruits de Calamus
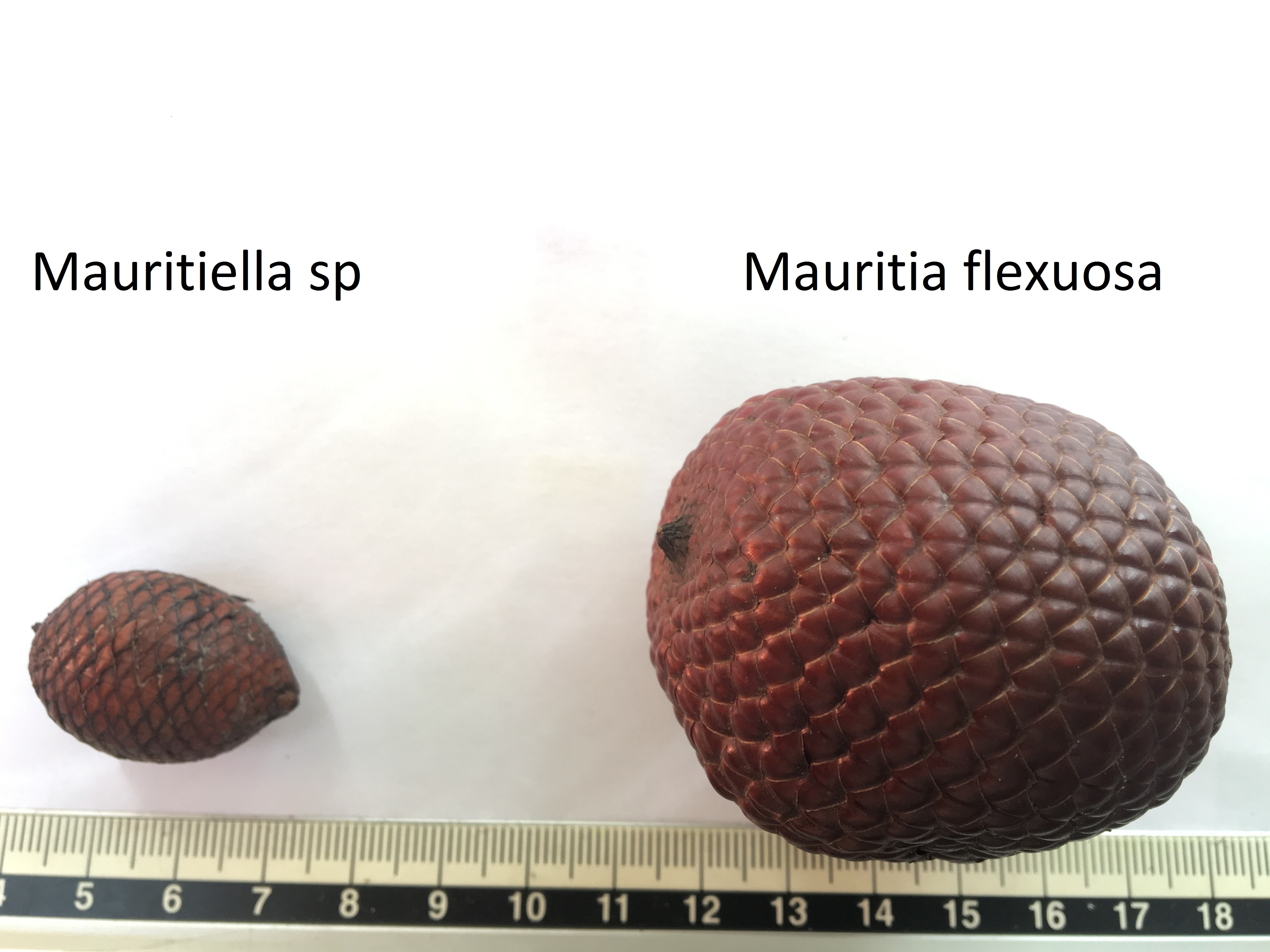
Fruits de Mauritiella & de Mauritia
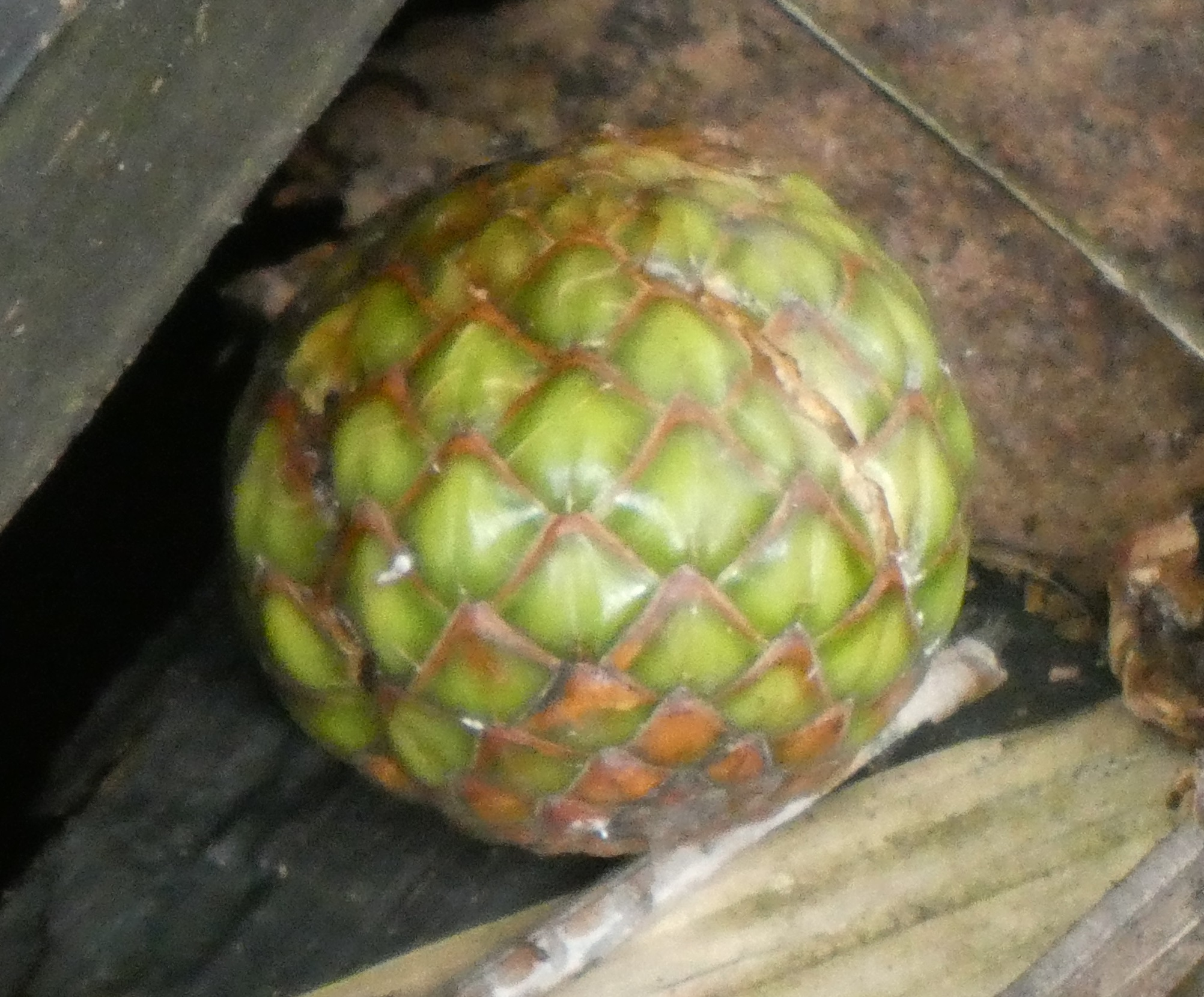
fruit du Metroxylon sagu

Le nom Calamoideae vient du grec κάλαμος ( kalamos ) qui signifie « roseau ».

## Classification
Les Calamoideae sont divisés en trois tribus:
- Tribu Eugeissoneae
  -     - Eugeissona
- Tribu Lepidocaryeae
  - Sous-tribu Ancistrophyllinae
    - Eremospatha
    - Laccosperma
    - Oncocalamus

  - Sous-tribu Raphiinae
    - Raphia

  - Sous-tribu Mauritiinae
    - Lepidocaryum
    - Mauritia
    - Mauritiella
- Tribu Calameae
  - Sous-tribu Korthalsiinae
    - Korthalsia

  - Sous-tribu Salaccinae
    - Eleiodoxa
    - Salacca

  - Sous-tribu Metroxylinae
    - Metroxylon

  - Sous-tribu Pigafettinae
    - Pigafetta

  - Sous-tribu Plectocomiinae
    - Plectocomia
    - Myrialepis
    - Plectocomiopsis

  - Sous-tribu Calamineae
    - Calamus
    - (Retispatha)
    - (Daemonorops)
    - (Ceratolobus)
    - (Pogonotium)

Certaines classifications combinent les 5 genres de sous-tribu Calamineae en un seul genre élargi «Calamus». Cela augmente la taille de ce qui est déjà le plus grand genre de palmier d'un peu plus de 370 espèces vers presque  520. La base de données Plants of the World Online (PoWO) en 2022, référence 482 espèces acceptées .
Pour la reprise de la famille Arecaceae en 2016 dans « Beyond Genera Palmarum » William Baker et John Dransfield en compilant les analyses phylogénétiques regrouperont dans le genre ‘’Calamus’’ les genres Retispatha, Daemonorops, Ceratolobus, Pogonotium .